# Étienne de Flacourt
Étienne de Flacourt (Orléans, gedoopt 21 februari 1607 — voor de kust van Lissabon, Portugal, 10 juni 1660) was een Frans geleerde en was gouverneur van Madagaskar van 1648 tot 1655. Nadat hij naar Frankrijk was teruggekeerd, schreef hij zijn boek Histoire de la Grande Isle Madagascar.

## Gouverneur van Madagaskar
In 1643 bouwden Franse kolonisten onder leiding van gouverneur Jacques Pronis een vesting in een Malagassisch gehucht genaamd Taolagnaro (Malagassisch voor 'Plaats van beenderen'), het huidige Tôlanaro. Ze noemden de plaats Fort Dauphin ter ere van Lodewijk XIV, de voormalige Dauphin van Frankrijk. De kolonisten wisten na hun lange reis naar Madagaskar niet dat op dat moment Lodewijk XIV de troon van Frankrijk al had bestegen. De haven van Fort Dauphin was moeilijk in te varen, dus probeerden de kolonisten om een nieuwe kolonie te stichten in het noorden. Er stierven in de nieuwe kolonie echter zoveel kolonisten aan malaria, dat de overblijvers besloten om terug te keren naar Fort Dauphin. Er brak een tijd aan met veel onrust en een aantal muiterijen.

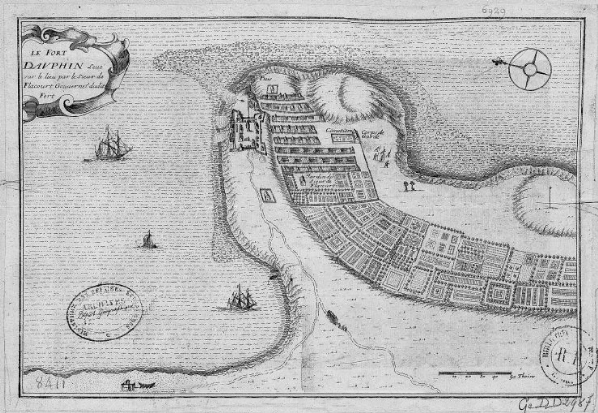
Een door Étienne de Flacourt vervaardigde kaart van Fort Dauphin (1650)

Op 3 december 1648 arriveerde Étienne de Flacourt met het schip St. Lawrence op Fort Dauphin. Hij was door de Franse Oost-Indische Compagnie aangesteld als de nieuwe gouverneur van Madagaskar en verving Jacques Pronis. Onder zijn leiding brak een periode aan van vrede en tevredenheid onder de kolonisten. Ook waren er minder problemen met de inheemse volken die rond Fort Dauphin leefden: de Antanosy en de Antandroy. Veel kolonisten gingen in deze periode zelfs huwelijken aan met Antanosy-vrouwen.
In zijn vrije tijd bestudeerde Étienne de Flacourt de geografie, cultuur, flora en fauna van Madagaskar. Hij maakte aantekeningen van zijn bevindingen en ontdekkingen. Misschien was hij de enige westerling die ooit een levend exemplaar van de olifantsvogel heeft beschreven. Ook ontdekte Étienne de Flacourt diverse nieuwe planten- en diersoorten. Hij was bijvoorbeeld de eerste die een soort beschreef van Nepenthes (een geslacht van vleesetende bekerplanten), namelijk Nepenthes madagascariensis. Ook beschreef Étienne de Flacourt minstens zeven onbekende soorten lemuren, waaronder een aantal nu reeds zijn uitgestorven. In zijn later uitgegeven boek beschreef hij een "grote, zeldzame, luipaardachtige carnivoor die mensen en kalveren eet en leeft in verlaten berggebieden". Het is goed mogelijk dat dit Cryptoprocta spelea betrof, een uitgestorven verwant van de fretkat.

## Terug in Frankrijk

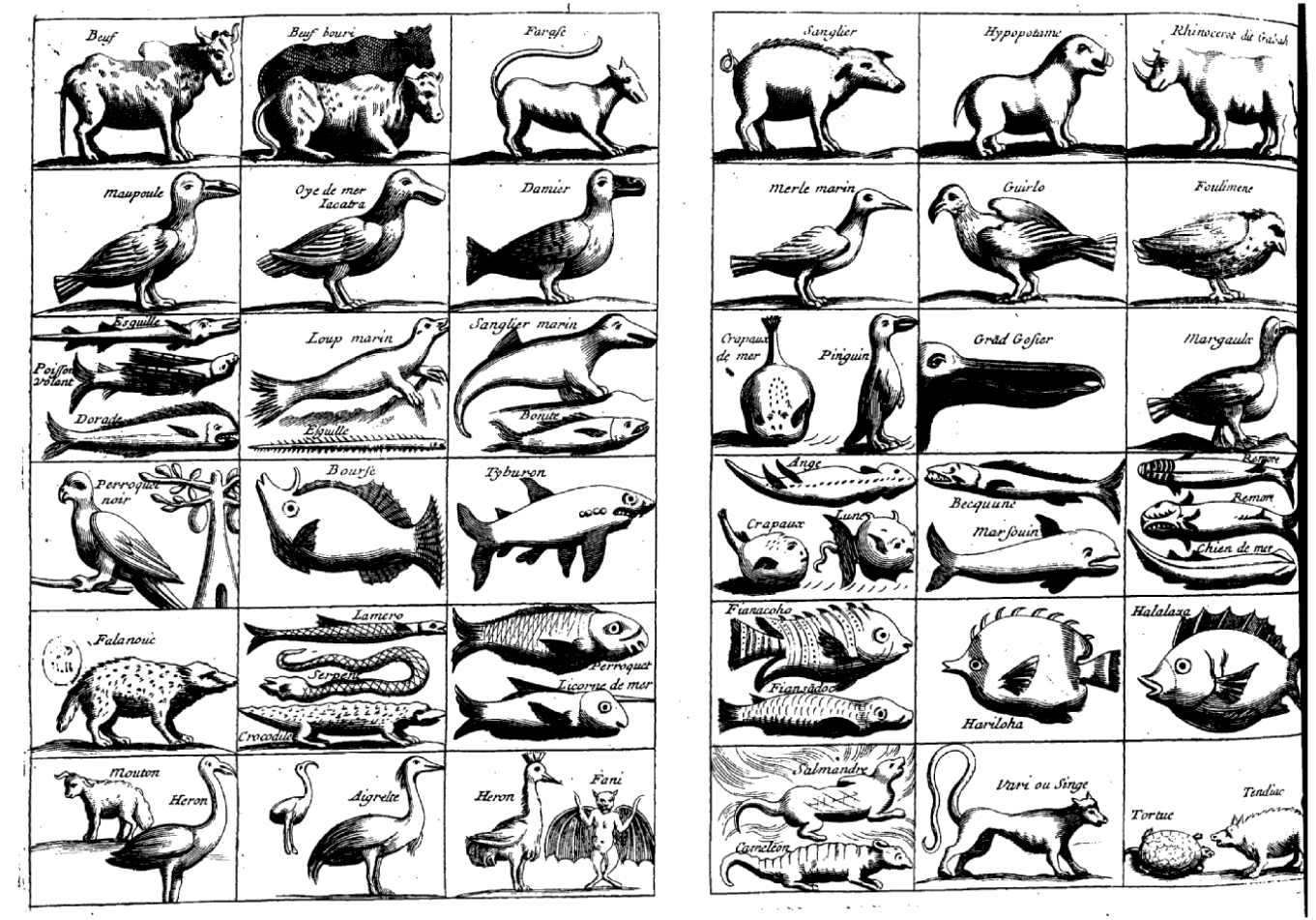
Illustratie uit het boek l’Histoire de la Grand Îsle Madagascar

In Frankrijk verwerkte Étienne de Flacourt zijn aantekeningen in een boek en bracht deze in 1658 uit onder de titel l'Histoire de la Grande Isle Madagascar. Niet eerder was Madagaskar zo uitvoerig beschreven, waardoor dit boek decennialang het voornaamste naslagwerk over het eiland was.
In de tussentijd namen de ongeregeldheden in Fort Dauphin weer toe, onder andere door interne conflicten en piraterij. De Antanosy en de Antandroy hadden geen lust meer om zich te onderwerpen aan het Franse juk en na verloop van tijd werden regelmatig de vesting in Fort Dauphin en andere Franse nederzettingen aangevallen. Kort na de publicatie van zijn boek werd Étienne de Flacourt door de Franse Oost-Indische Compagnie benoemd tot generaal en kreeg de opdracht om terug te keren naar Madagaskar. Étienne de Flacourt vertrok op 20 mei 1660 met het schip La Vierge voor de tweede keer vanaf de Franse havenstad Dieppe. Op 10 juni werd het schip vlak voor de kust van Lissabon door piraten aangevallen. Zij plunderden het schip en bliezen het vervolgens op, waarbij Étienne de Flacourt omkwam.
De Franse kolonisten verlieten Fort Dauphin in 1674, nadat ze grote verliezen hadden geleden in een gevecht met de Antanosy.

## Trivia
- Het in 1786 ontdekte plantengeslacht Flacourtia is naar Étienne de Flacourt vernoemd.